# Safuane ibne Muatal
Safuane ibne Muatal Alçulami (em árabe: صفوان بن بن المعطل السلمي; romaniz.: Ṣafwān ibn al-Muʿaṭṭal al-Sulamī; m. 638 ou 679) foi um sahaba (companheiro) do profeta islâmico Maomé e um comandante árabe nas conquistas muçulmanas. Foi um dos primeiros membros dos soleimitas a abraçar o Islã. Foi falsamente acusado, supostamente pelo poeta Haçane ibne Tabite, de ter um caso com a esposa de Maomé, Aixa, depois que os dois se separaram de uma caravana que ia para Medina. Os relatos medievais sobre este caso são contraditórios e a veracidade do incidente foi questionada pelo historiador Gautier H. A. Juynboll. Mais tarde, Safuane tornou-se comandante e mudou-se de Medina para Baçorá durante a conquista muçulmana daquela região. Depois disso, participou de campanhas militares contra os bizantinos na Jazira (Alta Mesopotâmia) e na Armênia, onde dizem que foi morto. No entanto, outros relatórios mencionam que morreu décadas depois como governador da Armênia.

## Vida

### Primeiros anos
Safuane pertencia ao clã dos dacuanitas da grande tribo dos soleimitas. Seu ano de nascimento não é registrado nas fontes. A maior parte dos soleimitas habitava a região de Harrá e muitos membros dos dacuanitas viviam na cidade de Meca, onde mantinham laços estreitos com os coraixitas, mas Safuane vivia em Medina, onde se converteu ao Islã pouco antes da expedição de Maomé ao poço Almoraici em 627. Se tornou o assunto de uma controvérsia após a expedição, quando ele e a esposa de Maomé, Aixa, se separaram da caravana que voltava para Medina. Circularam rumores de que tiveram um caso ilícito, mas as alegações revelaram-se falsas. Safuane culpou o conhecido poeta árabe Haçane ibne Tabite por espalhar o boato e dizem que o golpeou na cabeça com uma espada de raiva. Haçane reclamou com Maomé, que o compensou oferecendo uma noiva egípcia ou um pedaço de terra; em troca, Sade ibne Ubadá, um muçulmano proeminente de Medina, fez Haçane renunciar a sua exigência de restituição contra Safuane, que estava essencialmente impune por sua ação. O historiador Gautier HA Juynboll afirma que a veracidade das histórias em torno do alegado incidente entre Safuane, Aixa e Haçane são "difíceis de estabelecer; podem não ser mais do que enfeites do papel de Safuane no caso, assumindo então que a história é historicamente sustentável".

### Comandante na Jazira e Armênia
Após a conquista muçulmana do Iraque, Safuane estabeleceu-se na colônia militar árabe em Baçorá, num bairro próximo ao antigo centro comercial de Mirbade. Depois, se tornou um comandante nas conquistas muçulmanas da Jazira (Alta Mesopotâmia). De acordo com o historiador muçulmano Uaquidi, em 639, comandou a ala esquerda do exército de cinco mil homens de Iade ibne Ganme durante a campanha para conquistar a Jazira; Uaquidi afirma ainda que Calide ibne Ualide fazia parte da ala esquerda de Safuane, embora outros relatórios contradigam essa afirmação. Quando Iade alcançou Harrã, despachou Safuane e Habibe ibne Maslama Alfiri para subjugar Samósata; depois que Safuane e Maslama capturaram várias aldeias e fortes nas proximidades de Samósata, os habitantes da cidade negociaram os termos de rendição com os muçulmanos garantindo sua segurança pessoal e nenhum dano às suas propriedades em troca de um imposto por cabeça e reconhecimento do domínio muçulmano.
Quando Otomão se tornou califa em 644, nomeou Moáuia governador de toda a Síria, Jazira e das áreas de fronteira dessas províncias. Otomão instruiu Moáuia a continuar a conquista de Arsamósata (Xinsate) na Armênia, uma tarefa que delegou a Safuane e Habibe. Os dois últimos acamparam ao redor da cidade por alguns dias e forçaram sua rendição em termos semelhantes à capitulação de Samósata; outros relatórios mencionam que o próprio Moáuia liderou esta campanha com Safuane e Habibe atuando como tenentes. Em ambos os casos, Moáuia nomeou Safuane governador de Arsamósata.  Mais tarde, Habibe fez uma tentativa fracassada de capturar a fortaleza armênia de Camaca (Hicém Canque) de seus defensores bizantinos; Safuane também falhou num ataque subsequente contra a fortaleza. No entanto, em 678/79, as forças de Safuane finalmente subjugaram-na; um colega do clã dacuanita, Omeir ibne Hubabe, desempenhou um papel fundamental na capitulação de Camaca. Os relatórios variam amplamente sobre o ano de sua morte, com um mencionando que morreu lutando na Armênia em 638, e outras fontes, incluindo Uaquidi, alegando que morreu como governador da Armênia em 678/79.